# Used Cars
Used Cars (Frenos rotos, coches locos en España, Autos usados en Argentina y Carros usados en México) es una comedia cinematográfica estadounidense de 1980 dirigida por Robert Zemeckis y protagonizada por Kurt Russell, Jack Warden y Gerrit Graham.

## Argumento
Roy y Luke Fuchs son dos hermanos que compiten en la compraventa de coches usados. Ambas tiendas están frente a frente en los lados opuestos de la misma carretera. Roy es un hombre ambicoso y sin escrúpulos que quiere apoderarse de la tienda de su hermano, adicionalmente motivado por el hecho de que pronto se hará una autopista allí, en la que la rampa hacia la carretera se hará donde está su tienda, mientras que Luke es todo corazón aunque también tiene el peor local. Tiene varios empleados, entre ellos Rudy Russo, su mejor vendedor que tiene ambiciones políticas, pero que también es leal a él. 
Un día Roy se da cuenta de que Luke tiene problemas de corazón y orquesta a que muera por paro cardiaco sometiéndolo a correspondiente estrés para conseguirlo como parte de su plan de apoderarse de la empresa con el argumento de que, como es su hermano y no tiene otros parientes, su tienda debe ir a sus manos. Sin embargo los empleados, liderados por Rudy, que saben lo que ha hecho pero no pueden probarlo, están decididos a impedirlo para honrar así su memoria. Además no cuenta con la aparición repentina de una hija suya llamada Barbara, que había desaparecido durante años y que además es su heredera. 
De esa manera empieza una verdadera lucha entre ambas partes por el control de la tienda, en la que incluso se emplea la violencia y en la que aparecen también situaciones disparatadas. Finalmente Roy falla con todos sus esfuerzos y, en su frustración, insulta a un juez, que tenía intención de utilizar para sus propósitos, lo que lleva a que sea encerrado por él por desacato, lo que significa su fin, ya que no tendrá entonces la posibilidad de eventualmente salvar su tienda a causa de su venidera estancia en la cárcel. Mientrastanto Rudy, que por los acontecimientos deja al lado la política, y Barbara se acercan y se convierten con el tiempo socios, amigos y tal vez en el futuro más.

## Reparto
| Actor           | Personaje                 |
| --------------- | ------------------------- |
| Kurt Russell    | Rudy Russo                |
| Jack Warden     | Roy L. Fuchs / Luke Fuchs |
| Gerrit Graham   | Jeff                      |
| Frank McRae     | Jim el mecánico           |
| Deborah Harmon  | Barbara Fuchs             |
| Joe Flaherty    | Sam Slaton                |
| David L. Lander | Freddie Paris             |
| Michael McKean  | Eddie Winslow             |
| Michael Talbott | Mickey                    |
| Harry Northup   | Carmine                   |

## Producción
Steven Spielberg y John Milius tuvieron la idea de hacer la película. Para hacerla contactaron a Galey y Zemeckis para hacer el guion para ella, los caules la hicieron orientándose para ello en saber sobre tiendas de ventas de coches. Una vez hecho el guion había planes para que la Universal Pictures la hiciese, pero el estudio decidió en vez de ello dar el guion a Columbia pictures para que la hiciese, cosa que hizo encantado, ya que su presidente, la motivación al respecto, una vez era vendedor de coches.
Una vez solucionado todos los preparativos de la película, se empezó a filmarla a finales de 1979 y a principios de 1980 se terminó de hacerla. En total se rodó unos 28 días y se gastó un presupuesto de 8 millones de dólares para hacerla. Se filmó para ello en las ciudades de Tucson, Mesa y en Phoenix, tres localidades que están situadas en Arizona, Estados Unidos. Para hacer su papel, Kurt Russell observó a vendedores de coches para saber como hacen su trabajo.

## Recepción
Hoy en día el filme fue valorado en los portales de información cinematográfica y entre la crítica profesional. En IMDb, por ejemplo, con aproximadamente 16 000 votos registrados, el filme obtiene una media ponderada de 6,7 sobre 10. En otro portal, Rotten Tomatoes, la película fue valorada por más de 5000 usuarios, los cuales le dieron una valoración media de 3,7 de 5, mientras que los 30 críticos profesionales, que valoraron la película en ese portal, le dieron una valoración media de 6,6 de 10. Llegan al consenso en sus críticas, de que la oscura sátira de la cultura estadounidense de Robert Zemeckis no siempre da en el blanco, pero que tiene suficiente energía cómica maníaca para justificar un giro. También cabe destacar que el 63% de los usuarios de La Vanguardia la valoraron positivamente.